# 카지 메이코
카지 메이코(일본어: 梶 芽衣子, 1947년 3월 24일 ~ )는 일본의 배우, 가수이다. 영화 《여죄수 사소리》 시리즈와 영화 《수라설희》 시리즈의 주인공으로 유명하다.

## 출연 작품
- 결혼하지 않는다 (2012)
- 소네자키 동반자살 (1978)
- 아내와 여자 사이 (1976)
- 야쿠자의 무덤 (1976)
- 신 의리없는 전쟁 - 조장의 머리 (1975)
- 수라설희 2 (1974)
- 수라설희 (1973)
- 여죄수 사소리 4 - 원한의 노래 (1973)
- 여죄수 사소리 3 - 짐승의 감방 (1973)
- 의리없는 전쟁 2 - 히로시마 사투 (1973)
- 여죄수 사소리 2 - 41호 감방 (1972)
- 여죄수 사소리 1 - 701호 여죄수 사소리 (1972)
- 괴담 승천하는 용 (1970)
- 길 고양이: 폭주 여보스 (1970)